# Canopée (cargo)
Pour les articles homonymes, voir Canopée (homonymie).
Le Canopée est un navire roulier à assistance vélique français, destiné au transport maritime de la fusée Ariane 6.
Conçu par le cabinet VPLP Design et lancé en juin 2022, le navire est équipé de quatre ailes verticales Oceanwings.
La combinaison de ces ailes et des moteurs de propulsion permet de diminuer l’impact carbone du navire de 15% à 40% selon les conditions météorologiques, faisant de ce navire un pionnier dans la transition énergétique du transport maritime.

## Historique
Début 2018, la compagnie maritime Zéphyr et Borée, et le cabinet d’architecture navale VPLP Design, connu du monde de la plaisance et de la course au large, répondent ensemble à l’appel d’offres ArianeGroup avec l’idée novatrice d’un transport hybride à propulsion par le vent. Les ailes sont développées par Ayro, société créée en 2018 par l’architecte naval Marc Van Petteghem, dont une première version avait permis au trimaran Oracle de remporter la Coupe de l'America 2010. Après des essais concluants du concept d’ailes Oceanwings sur le catamaran Energy Observer, propose sa première application commerciale : Canopée devient alors le 1re navire marchand moderne de grande capacité à propulsion mixte.

Afin de renforcer la crédibilité du projet et de concrétiser cette solution, Zéphyr et Borée et VPLP Design décident de s'associer à l’armateur Jifmar Offshore Services. L’union de Zéphyr & Borée et Jifmar donne naissance à la coentreprise Alizés, qui devient l’affréteur du navire.

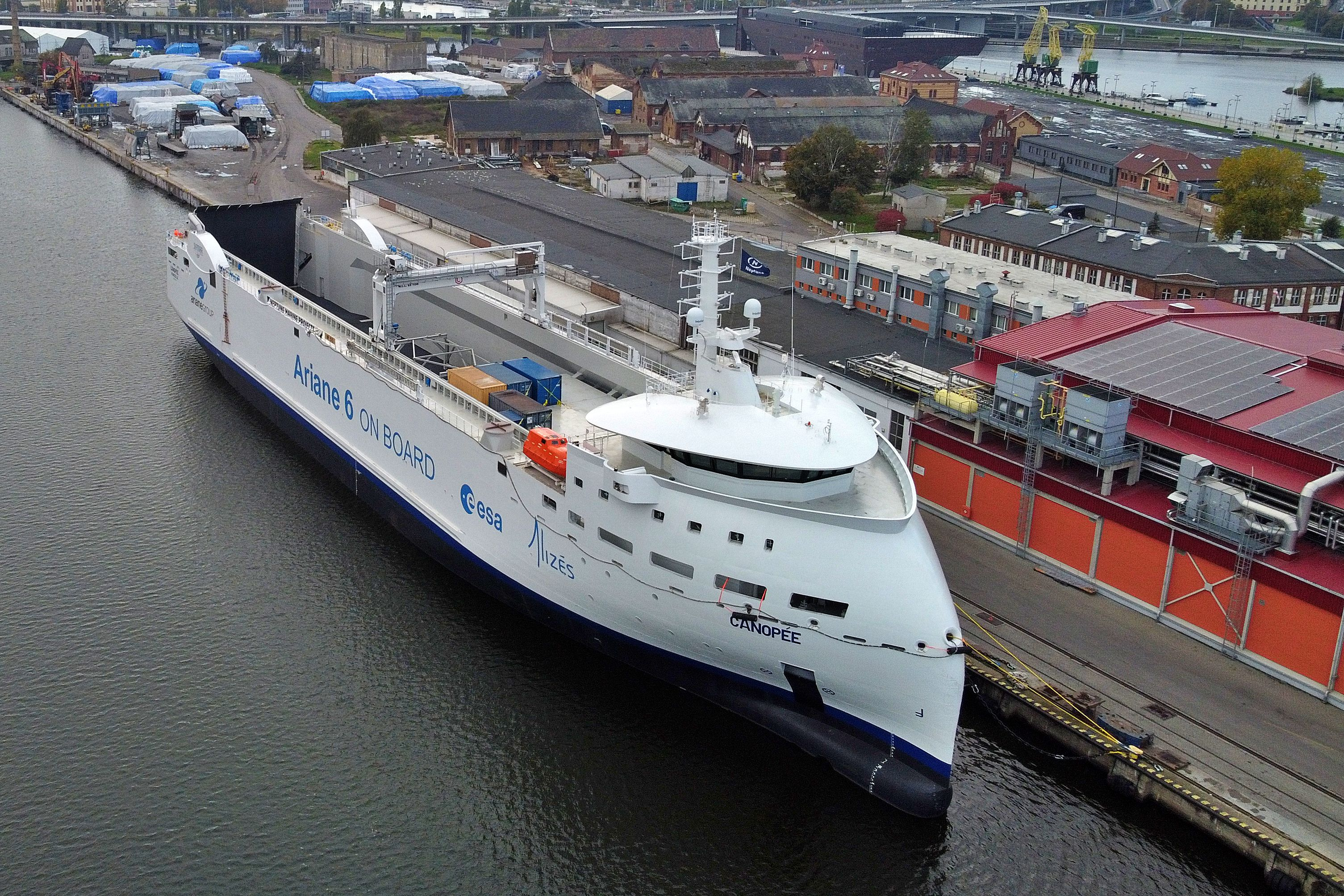
Le Canopée à Szczecin en Pologne, avant l'installation des voiles verticales.

Un appel d'offres est lancé en octobre 2020 pour la construction du navire. Il est remporté par le constructeur naval Neptune Marine, qui fait réaliser la coque en sous-traitance en Pologne, dans le chantier naval Partners de Szczecin. C’est là qu’elle est mise à l’eau, le 28 juin 2022. Elle est ensuite remorquée jusqu’aux Pays-Bas pour finaliser son armement.
Le roulier, pas encore équipé de ses ailes, est livré à Alizés fin 2022 ; il quitte Rotterdam le 27 décembre pour rejoindre Montoir-de-Bretagne, où il arrive le 30 décembre. Là, il embarque un satellite, avant de partir le 2 janvier 2023 pour le port de Pariacabo, desservant le Centre spatial guyanais de Kourou, où il accoste le 13 janvier, effectuant ainsi sa première traversée de l'Atlantique.
À la suite de cette première traversée, le Canopée arrive au port de Caen le 20 juillet 2023 pour y recevoir ses quatre ailes Oceanwings, qui sont installées du 24 au 27 juillet. Il part ensuite effectuer des essais en mer dans le golfe de Gascogne. Au cours de ceux-ci, ses moteurs sont volontairement arrêtés : avec une vitesse de 9,5 nœuds (17,6 km/h) sous voiles seules, le Canopée valide totalement la performance de son système de propulsion vélique.
Son voyage inaugural en mission opérationnelle est bouclé à Kourou le 3 novembre 2023. Neuf à douze voyages par an sont prévus.
Le premier trajet entre l’Europe et le port de Pariacabo à Kourou, en Guyane Français, avec les principaux éléments de la fusée Ariane 6 pour le vol inaugural a été finalisé le 21 février 2024,.

## Caractéristiques techniques
Sa propulsion vélique est assurée par quatre ailes verticales et rotatives, de 363 m2 chacune. Au total, ce sont 1 452 m2 de surface de voile qui sont gréés sur quatre mâts de 36 m de hauteur, permettant de réduire les émissions polluantes d'environ 30%. En complément, le navire est aussi équipé de moteurs diesel. Sa vitesse d’exploitation sera variable en fonction du programme commercial d’ArianeGroup ; la part de la propulsion éolienne variera de 15% à 40% selon la vitesse ciblée et la saison (vent variable selon les périodes de l’année).
Le Canopée a été invité à participer à l'Armada de Rouen 2023 dans la première quinzaine de juin.

## Circuit
Le Canopée peut transporter en une seule fois tous les étages et des sous-ensembles du lanceur Ariane 6, collectés dans les ports de Brême en Allemagne, Rotterdam aux Pays-Bas, Le Havre et Bordeaux, jusqu’à Kourou, où ils seront assemblés. Sa capacité correspond ainsi à celle permettant de réaliser une fusée entière, y compris son carburant.

## Galerie

En escale à Bordeaux le 3 octobre 2023
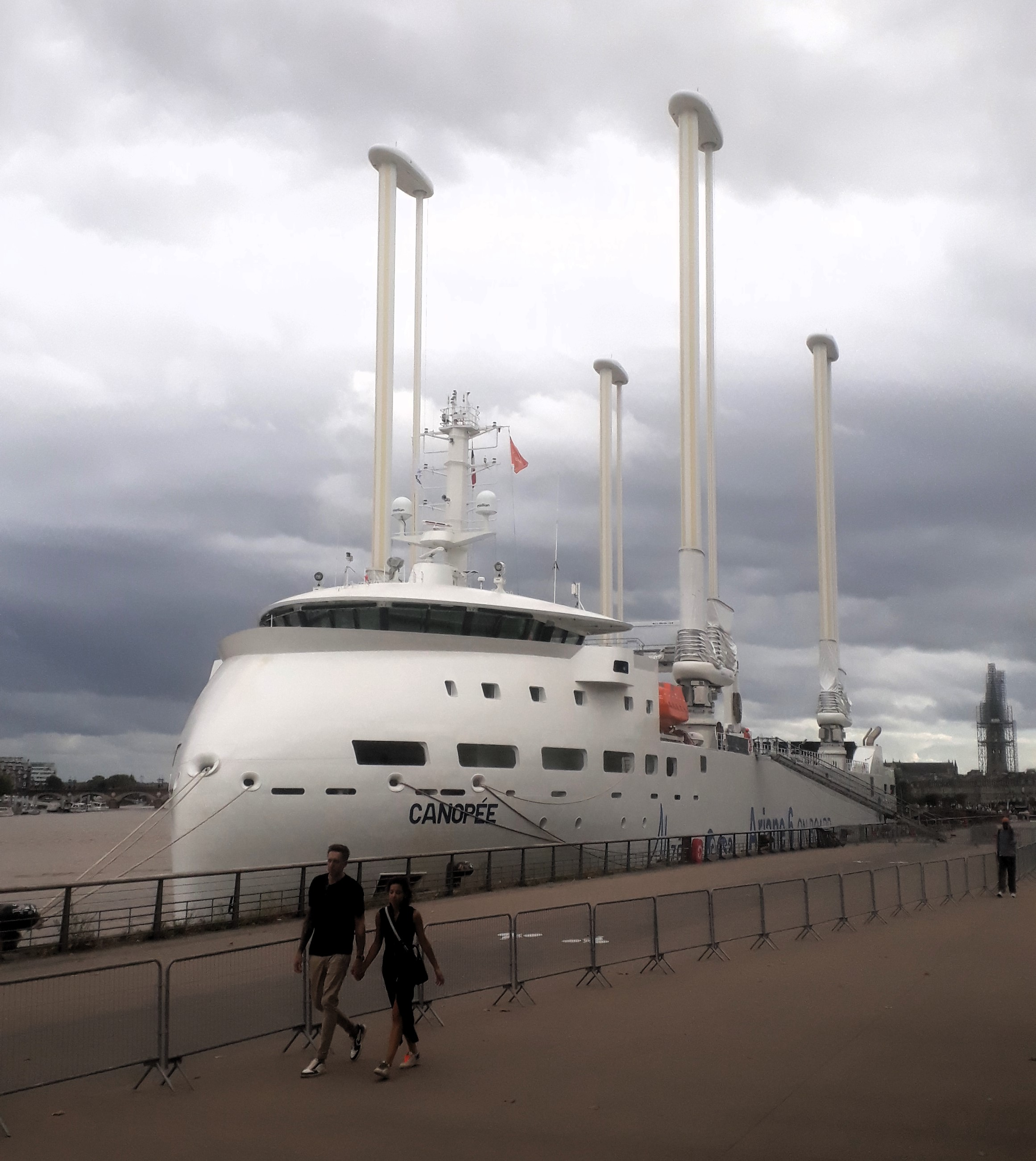
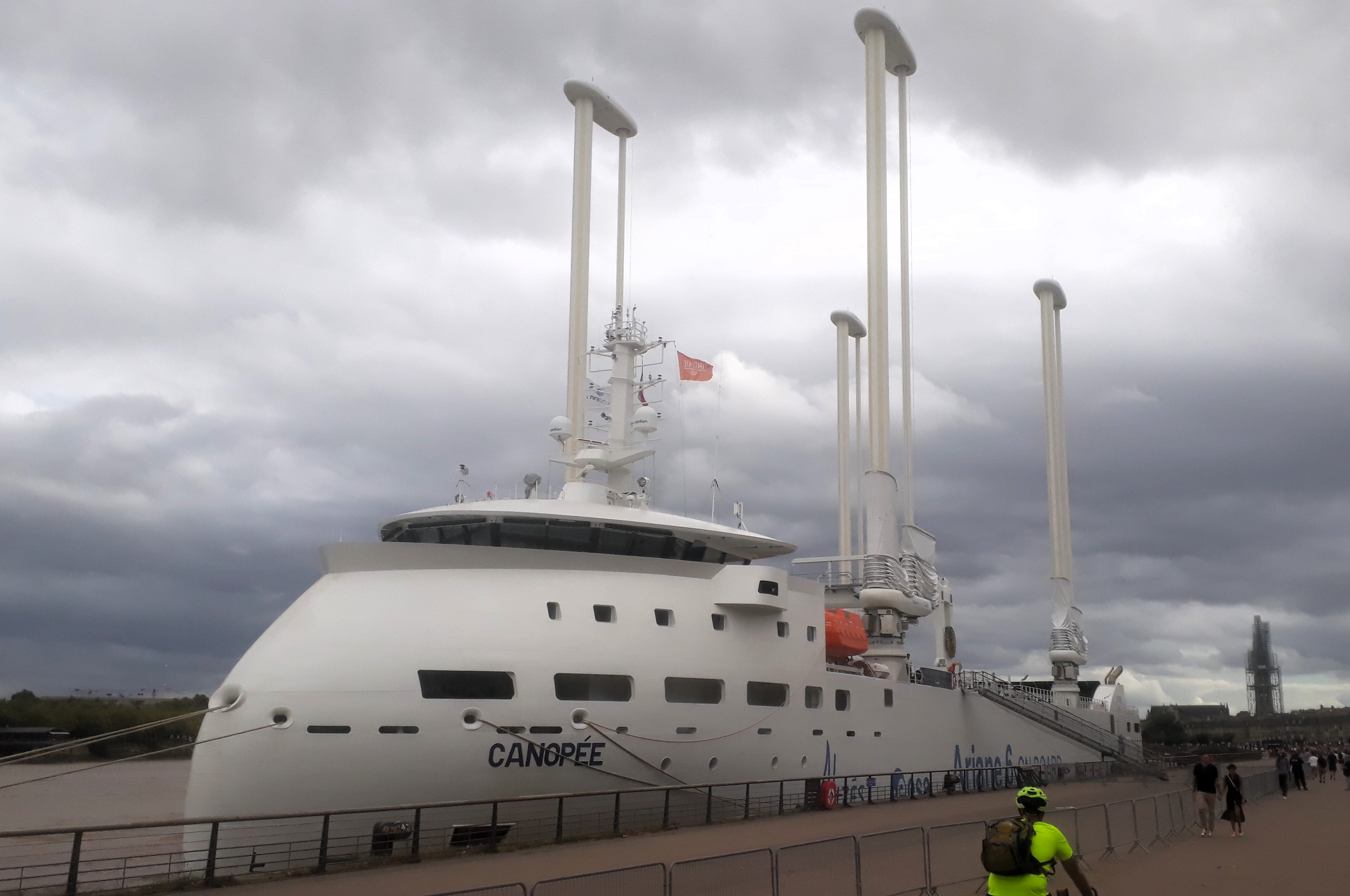
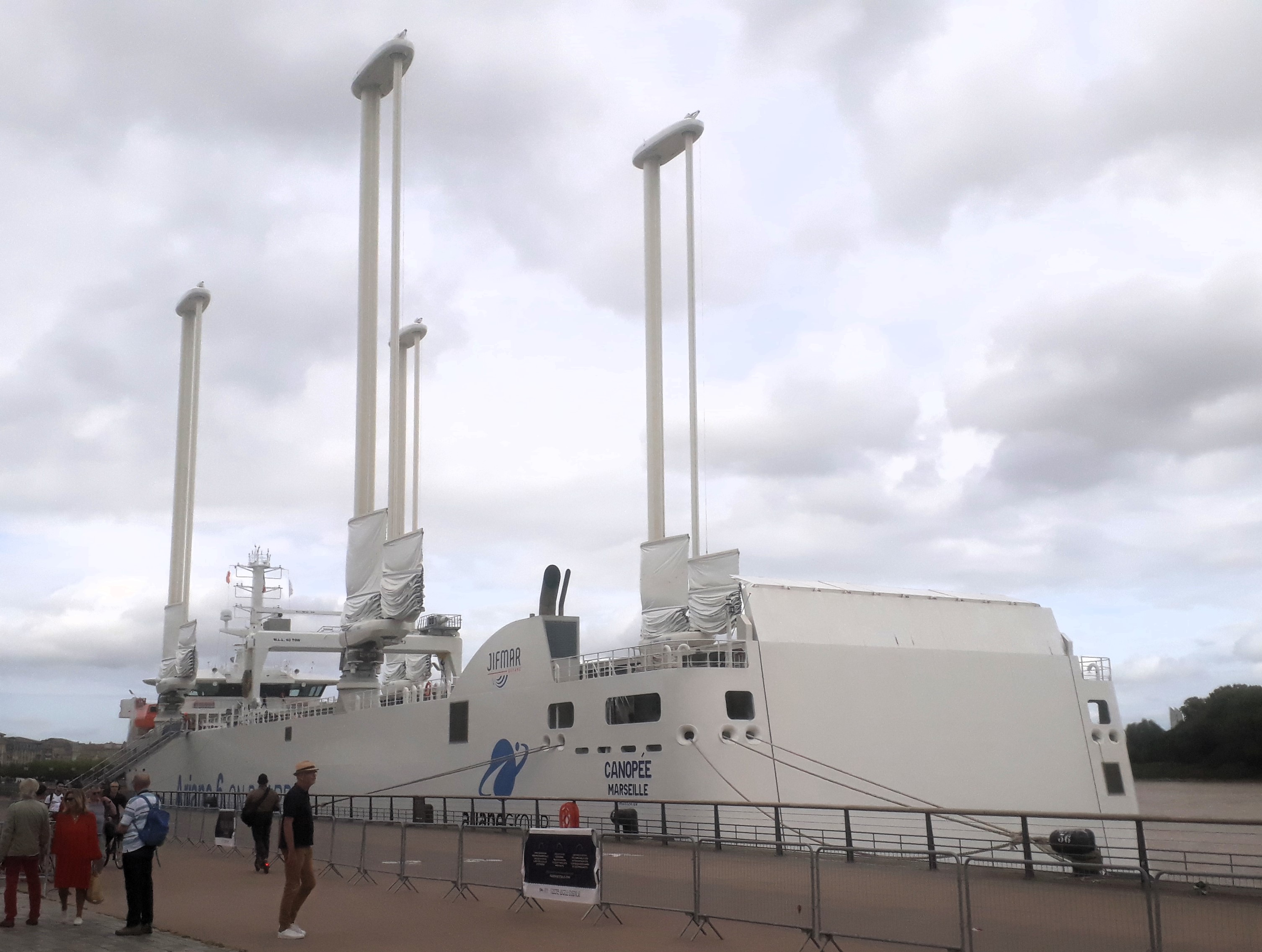